# Jean-Pierre Astolfi
Pour les articles homonymes, voir Astolfi.
Jean-Pierre Astolfi, né le 5 juin 1943 à Troyes et mort le 21 décembre 2009 à Éragny, est un universitaire français, spécialiste de la didactique  des sciences.

## Biographie
Ses recherches, conduites d'abord à l'INRP, puis à l'université de Rouen, où il était professeur de sciences de l'éducation ont porté sur la didactique des sciences, puis plus largement sur la question des apprentissages scolaires et sur l'appropriation des savoirs par les élèves.
Jean-Pierre Astolfi était membre du laboratoire Civiic et responsable de l'axe Savafor (savoirs et acteurs de la formation).
Auteur de nombreuses publications, il collaborait à la revue Cahiers pédagogiques, dont il fut le président de l'association éditrice, le Cercle de recherche et d'action pédagogiques, de 1978 à 1980, membre du comité de rédaction de 1972 à 2000 et rédacteur en chef de 1981 à 1984.

## Œuvres
- 1989 : La Didactique des sciences, avec Michel Develay, Presses universitaires de France, coll. « Que sais-je ? »
- 1992 : L'école pour apprendre, ESF.
- 1996 : Didactique des sciences de la vie et de la terre, fondements et références, avec Régis Demounem, Nathan, Collection Perspectives didactiques.
- 1997 : Mots-clés de la didactique des sciences. Repères, définitions, bibliographies, avec Éliane Darot, Yvette Ginsburger-Vogel, Jacques Toussaint, De Boeck, Collection Pratiques pédagogiques.
- 1997 : L'erreur, un outil pour enseigner, ESF.
- 1998 : Comment les enfants apprennent les sciences ?, avec Anne Vérin, Brigitte Peterfalvi, Retz.
- 2003 : Éducation et formation : nouvelles questions, nouveaux métiers, ESF.
- 2005 : Savoirs en action et acteurs de la formation, Publications de l'Université de Rouen.
- 2008 : La saveur des savoirs : disciplines et plaisir d'apprendre, ESF[3]